# 자연의 체계

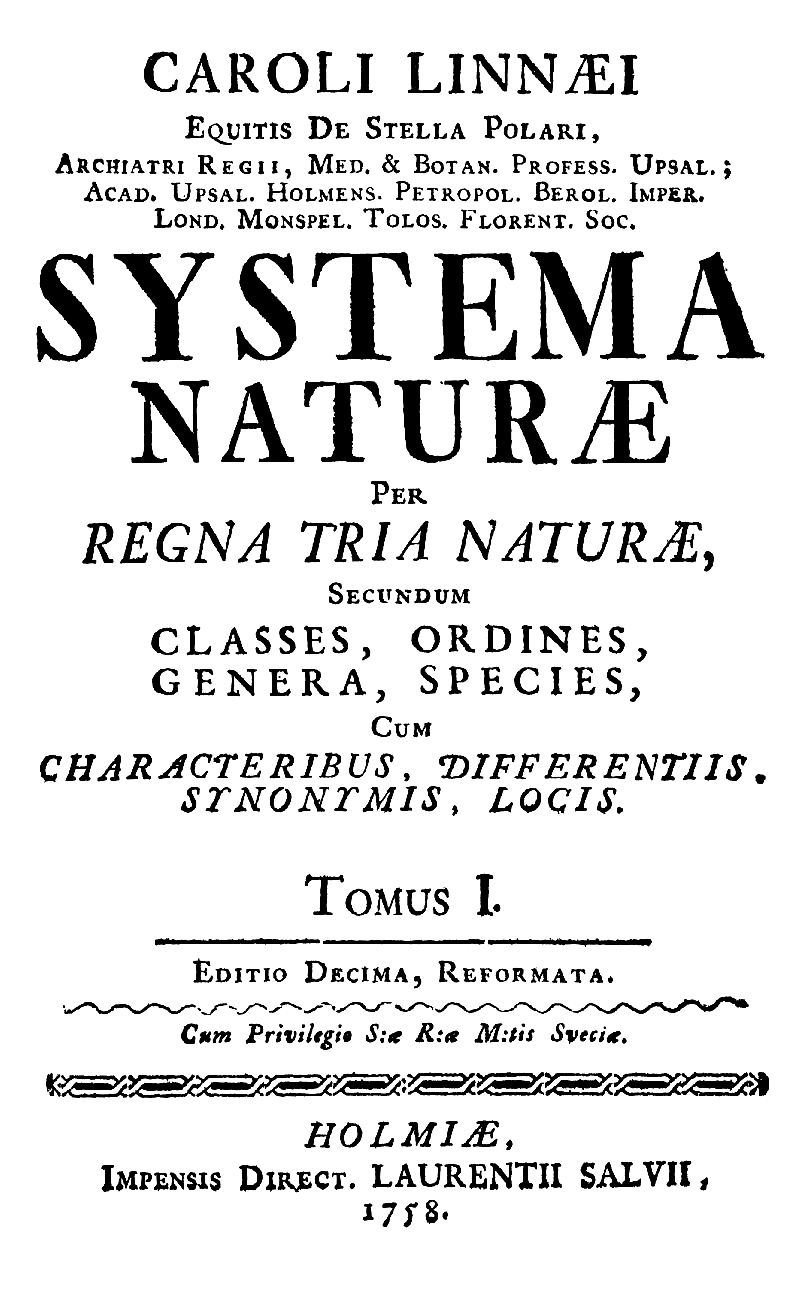
《자연의 체계》 1758년판 표제면

《자연의 체계》(Systema Naturae)는 스웨덴의 생물학자, 식물학자, 동물학자, 의사인 칼 폰 린네가 쓴 책이다. 동물과 식물의 분류에 관해 저술한 이 책에서 린네는 이명법(二名法)을 확립했으며 이 체계는 바우앵 형제인 가스파르트와 요한에 의해 부분적으로 개발되었지만, 린네는 그의 저서 전체에 걸쳐 이 체계를 일관되게 사용한 최초의 인물이다. 초판은 1735년에 출간되었다. 가장 중요한 제10판(1758년)의 정식 제목은 "Systema naturæ per regna tria naturæ, secundum classes, ordines, genera, species, cum characteribus, differentiis, synonymis, locis"였으며, 1806년 영어로는 "동물, 식물, 광물의 세 가지 거대한 왕국을 통한 자연의 일반 체계, 여러 강, 목, 속, 종, 변종으로 체계적으로 구분되며, 서식지, 생활 방식, 경제성, 구조, 그리고 특징을 포함함"이라는 제목으로 출판되었다.
이 책의 제10판(1758년)은 동물 명명법의 시발점으로 여겨진다. 1766년에서 1768년 사이에 린네는 대폭 개량된 제12판을 출판했는데, 이는 그가 직접 집필한 마지막 판이었다. 요한 프리드리히 그멜린은 1788년에서 1793년 사이에 같은 스타일로 다시 한 번 개량된 "자연 체계"라는 책을 출판했다. 적어도 20세기 초부터 동물학자들은 이 책이 이 시리즈의 마지막 판본이라고 일반적으로 인정해 왔다.